# Hematurie
Hematurie is het verschijnen van bloed in de urine. Hiervoor zijn zeer veel mogelijke oorzaken.
Meestal wordt onderscheid gemaakt in vier soorten hematurie: pijnlijke en pijnloze, die dan beide weer macroscopisch en microscopisch kunnen zijn.
Microscopische hematurie is alleen door laboratoriumonderzoek aantoonbaar, terwijl bij macroscopische hematurie al met het blote oog aan de urine te zien is dat er bloed in zit.
De oorzaken kunnen wat de plaats betreft liggen in het hele traject van glomerulus tot urethra, en wat de oorzaak zelf betreft variëren van ontsteking tot verwonding, tumor, en andere.
Hematurie is altijd een reden om een arts te raadplegen.
[[]]

## Valse hematurie
Het eten van rode bieten of gebruik van sommige geneesmiddelen (pyrimidines, pyrimidone, rodamine) veroorzaakt een roodkleurige urine, dit is echter geen hematurie. Ook hemoglobinurie, porfyrinurie en bij hoge koorts kan de urine bruin tot bruinrood verkleuren.

## Differentiaaldiagnose
Volgens het handboek Urologie uit 2002 moeten bij differentiaaldiagnose de volgende aandoeningen in ogenschouw worden genomen.
Tumoren
- blaastumor
- ureter-nierbekkentumor
- niercelcarcinoom
- prostaathyperplasie

Aangeboren afwijkingen
- hydronefrose
- polycysteuze nieren
- eenvoudige niercyste
- sponsnier
- Syndroom van Alport

Traumata
- niercontusie
- nierruptuur
- blaasruptuur
- urethraruptuur
- vreemd lichaam

Ontstekingen
- cystitis, blaasontsteking
- pyelonefritis ook wel pyelitis, TBC
- glomerulonefritis
- urethritis

Stenen
- blaassteen (in de urineblaas)
- niersteen (in de nier)
- pyelumsteen (in het nierbekken)
- urethrasteen (in de urinebuis)
- uretersteen (in de urineleider)

Systeemoorzaken
- stollingsstoornis
- lichamelijke inspanning